# Sternwarte Oberherten

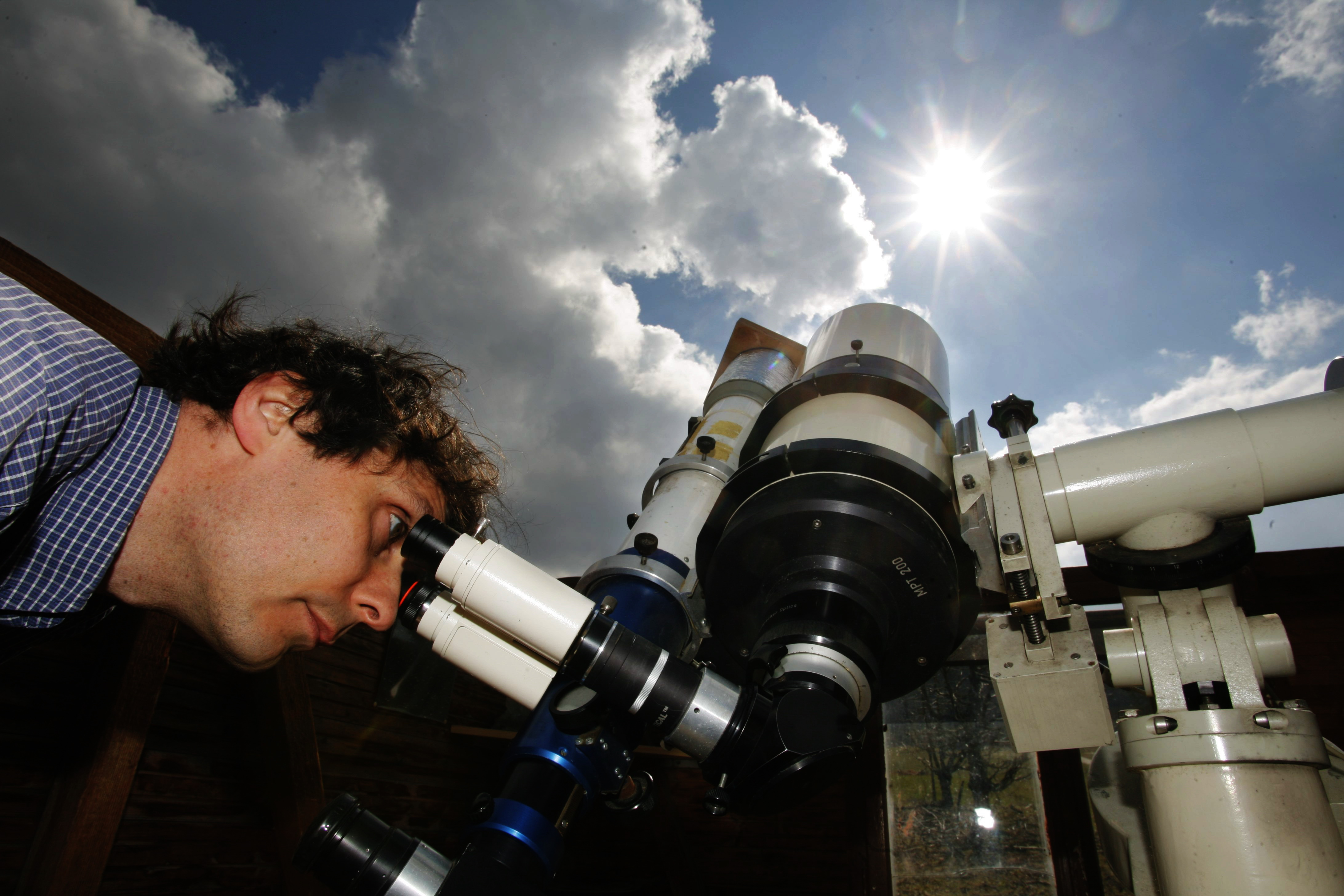
Sternwarte Oberherten

Die Sternwarte Oberherten in Frauenfeld wurde 1982 anlässlich einer Semesterarbeit von Jürg Schadegg und Andreas Kreis in dem von Lichtverschmutzung gut geschützten Dorf Oberherten ausserhalb Frauenfelds gebaut. Als Volkssternwarte dient sie vorwiegend der Öffentlichkeitsarbeit.

## Aufgaben
Die Oberhertener Sternwarte bietet der interessierten Bevölkerung Sternführungen. Für Schulen, Vereine, Familien und Einzelpersonen wird sie nach Absprache geöffnet.

## Ausstattung
Die Sternwarte Oberherten verfügt über zwei verschiedene parallel zueinander ausgerichtete Teleskope. Das eine ist ein spezielles Spiegelteleskop mit einer optischen Öffnung von 200 mm und der Möglichkeit, es für visuelle langbrennweitige Beobachtungen oder nach einem einfachen Umbau als kurzbrennweitiges Instrument für fotografisches Arbeiten einzusetzen. Für hochauflösende Mond-, Planeten- oder Sonnenbeobachtung steht ein leistungsfähiges Linsenfernrohr (Refraktor) mit einer Öffnung von 125 mm zur Verfügung, das bei günstigen Luftverhältnissen auch hohe Vergrösserungen zulässt.
Weiter verfügt die Sternwarte über zwei mobile Teleskope. Das grosse 400-mm-Newton-Teleskop lässt sich mit einem Personenwagen beispielsweise ins von Lichtverschmutzung weitgehend verschonte Gebirge transportieren, um dort sehr weit entfernte Objekte mit gutem Kontrast visuell sichtbar zu machen.
Ein spezielles und ebenfalls mobiles Sonnenteleskop zeigt unser Tagesgestirn im H-alpha-Licht bei einer Wellenlänge von 656 nm. Damit können Sonnenprotuberanzen und weitere Phänomene auf der Sonnenoberfläche detailliert studiert werden.
Die Konzeption der Sternwarte mit einem Schiebedach statt mit einer Kuppel erlaubt Beobachtungen von grossflächigen Himmelserscheinungen mit blossem Auge oder mit Ferngläsern. So sind Erläuterungen zu aktuell sichtbaren Sternbildern, zu interessanten Einzelsternen, zu Planeten oder zur Sonne möglich. Das Publikum kann dank dieser offenen Dachkonstruktion auch oft die Wanderung von Satelliten und den Fall von Sternschnuppen mitverfolgen. Das Observatorium befindet sich in der Umgebung des Stählibuck und liegt ca. 560 m ü. M.